# Central Business District Praha
Central Business District Praha nebo také Nová Masaryčka je plánovaný komplex multifunkčních objektů v centru Prahy, který by měl být dokončen po roce 2025. Bude stát v okolí Masarykova nádraží a na navazujících ulicích, na obou stranách pražské magistrály. V souboru budov se budou nacházet kanceláře s pracovními místy až pro 10 000 lidí, bude zde ale i určitý počet bytů a komerční zóny.
Řešené území má velikost přibližně 22 ha a celková podlažní plocha má mít okolo 90 000 m². Souhrnné náklady byly na počátku odhadovány na přibližně 7 až 10 miliard Kč. Návrh počítá s částečným zastřešením kolejiště, díky kterému dojde k propojení oblasti náměstí Republiky a Florence se Žižkovem a zároveň s tím vznikne nové propojení východních konců nástupišť s těmito oblastmi a autobusovým nádražím Florenc s metrem linky C. Z patra povedou eskalátory, schodiště a výtahy na jednotlivá nástupiště. 
Investorem je česko-slovenská společnost Penta Investments, jejímž hlavním spolumajitelem je podnikatel Marek Dospiva. Projekt je aktuálně v přípravné fázi, na jeho část bylo vydáno v roce 2020 územní rozhodnutí.

## Historie

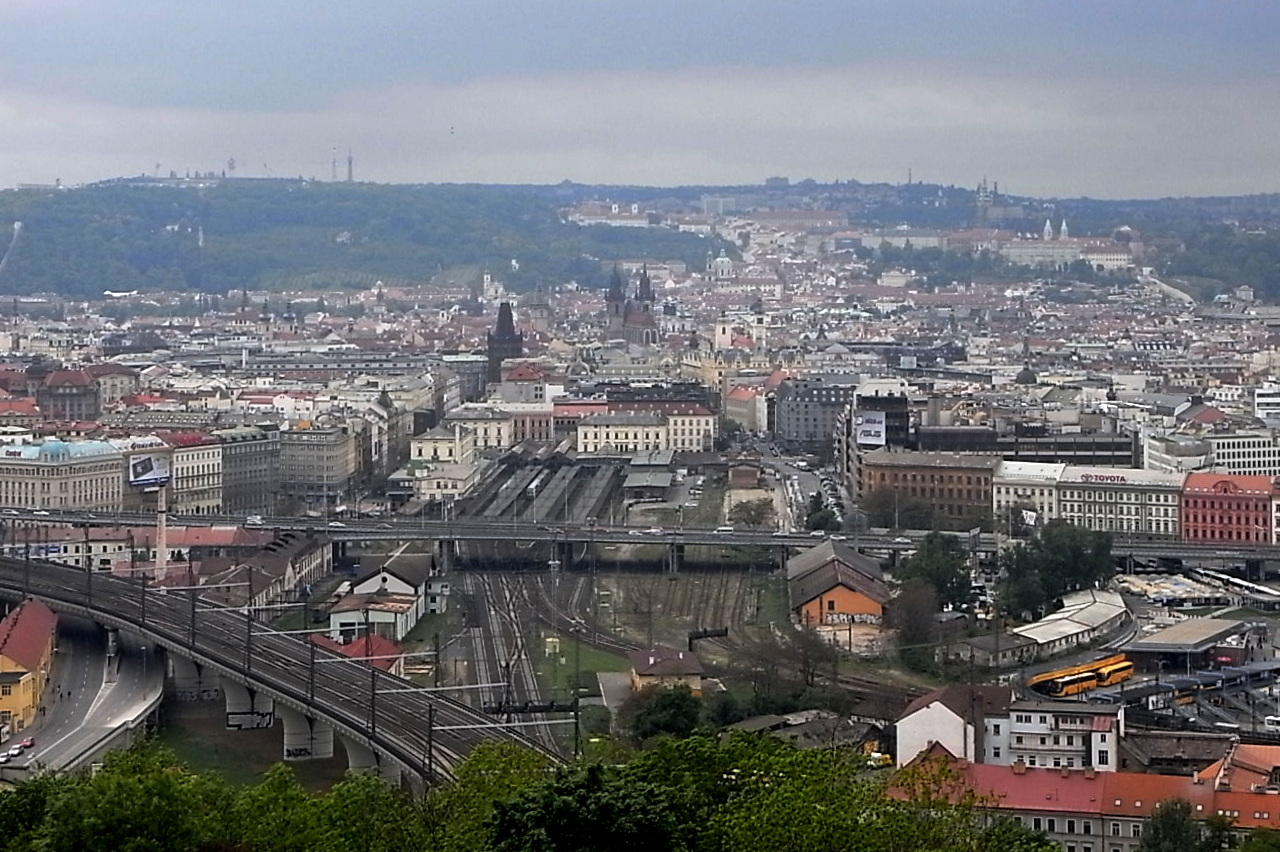
Fotografie Masarykova nádraží, projekt Central Business District se bude nacházet kolem něj

V roce 2012 začala rekonstrukce nádražní budovy společností Penta, které byly prodány okolní pozemky. Nádraží bylo na základě smlouvy o rekonstrukci společnosti dlouhodobě pronajato. Proběhla rekonstrukce zastřešení haly, sociálního zařízení, fasády i nebytových prostor. Došlo k vybudování nových pokladen blíže k nástupišti.
V bezprostřední blízkosti nádraží v místech někdejších služebně technických prostor proběhla mezi roky 2020–2023 výstavba multifunkční budovy „Nové Masaryčky“ podle projektu společnosti architektky Zahy Hadid, která v letech 2015-2016 osobně dohlížela na koncepční návrh celé oblasti. Tento projekt je jen první z řady stavebních projektů celkové proměny nádraží.

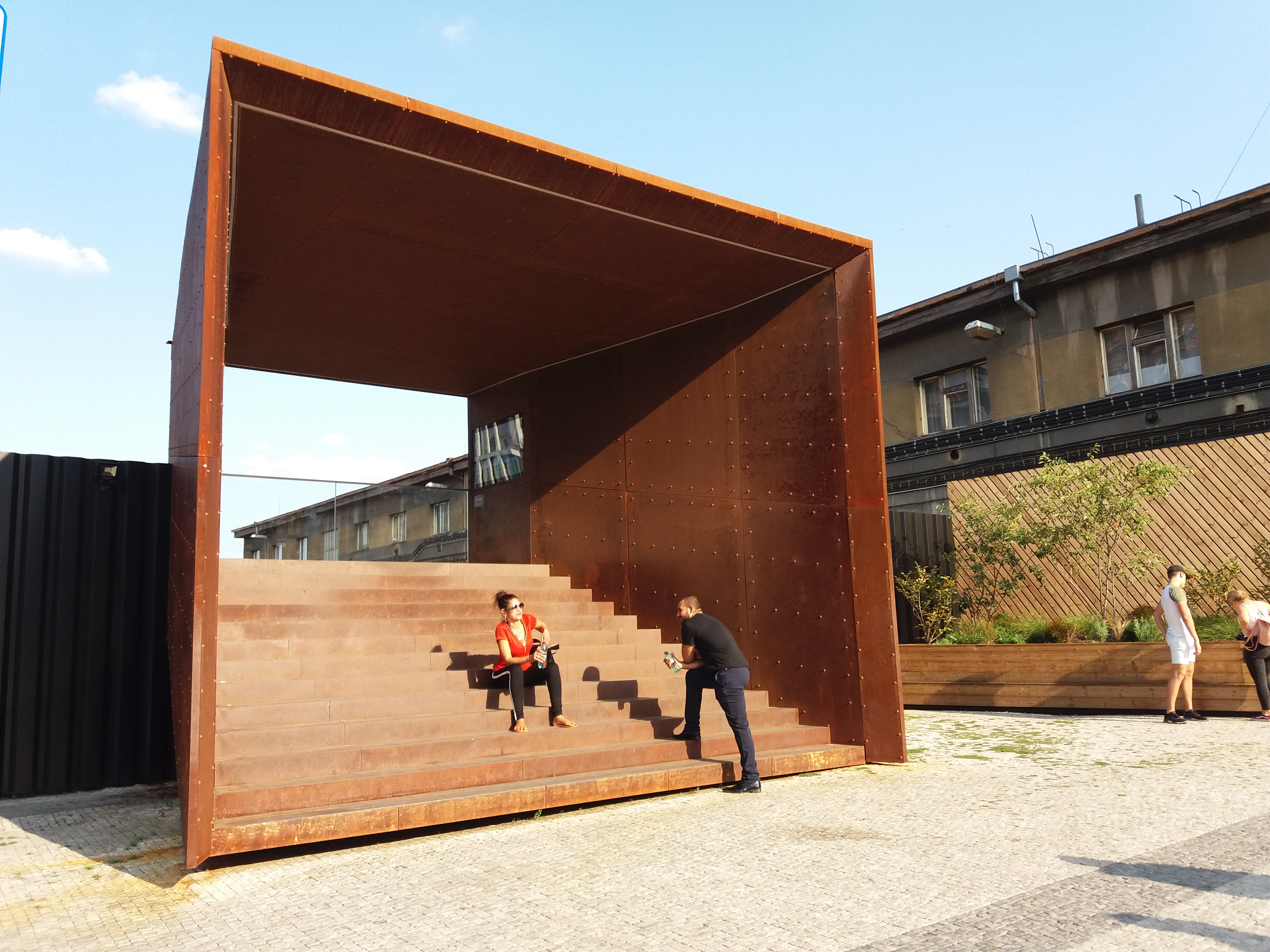
Vyhlídka na staveniště (2018)

Při zahájení prací na archeologickém průzkumu instalovala společnost Penta ve spolupráci s Českým vysokým učením technickým v Praze na západní straně staveniště při ústí ulice Na Florenci do Havlíčkovy ulice železnou konstrukci o hmotnosti 10 tun, jež je tvořena 86 ocelovými pláty spojenými celkem 6486 šrouby, maticemi a kotvami. Konstrukce slouží jako vyhlídková plošina, z níž může veřejnost sledovat aktuální dění na staveništi.
V srpnu 2020 bylo oznámeno, že se bude z projektu studia Zahy Hadid realizovat pouze část přímo u Masarykova nádraží, podél ulice Na Florenci. V prostoru za magistrálou se původní projekt dosud nerealizoval, ale bude na něj vypsána nová architektonická soutěž.

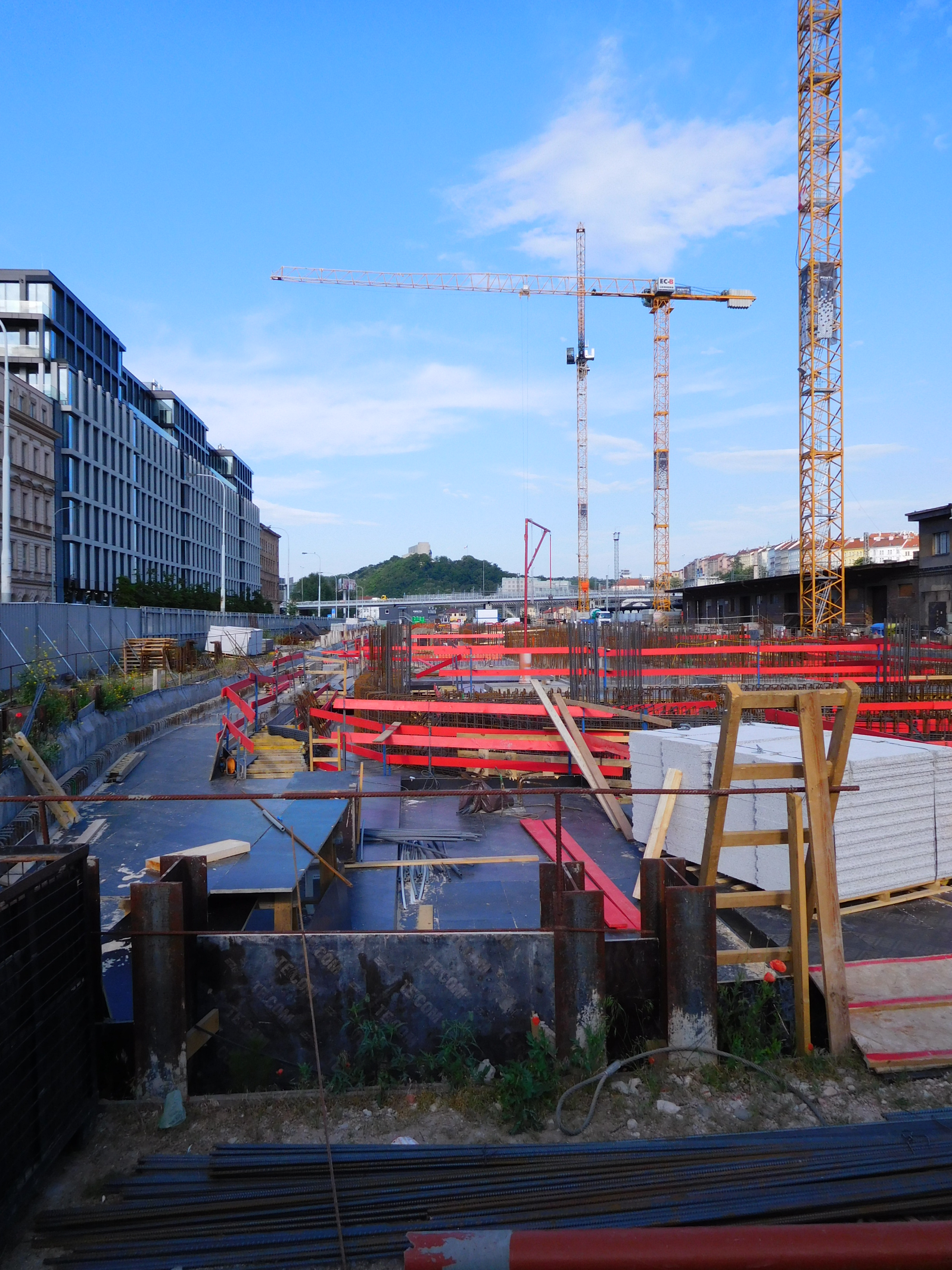
Staveniště podél ulice Na Florenci, červen 2021

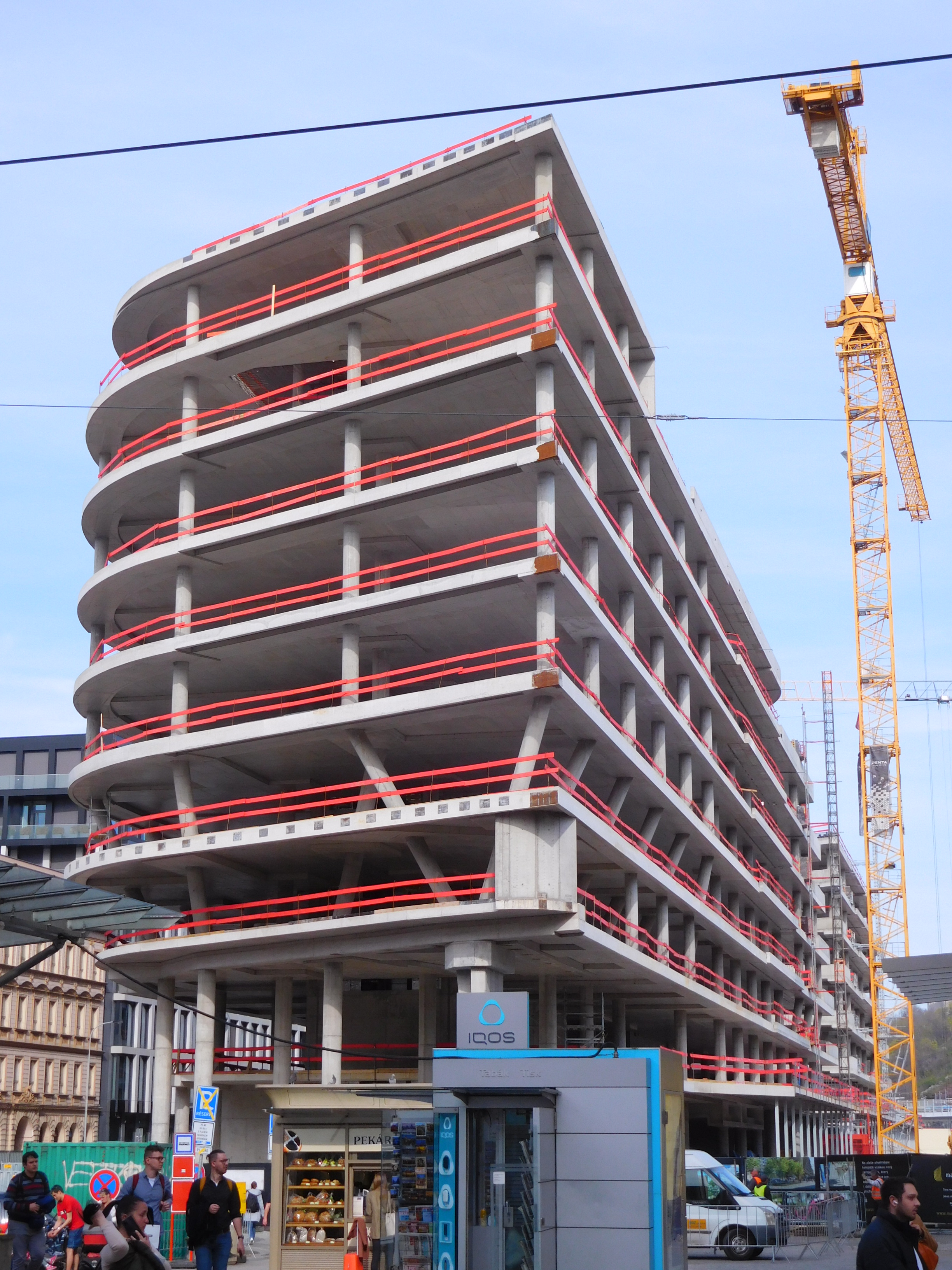
Stavba v ulici Na Florenci, duben 2022

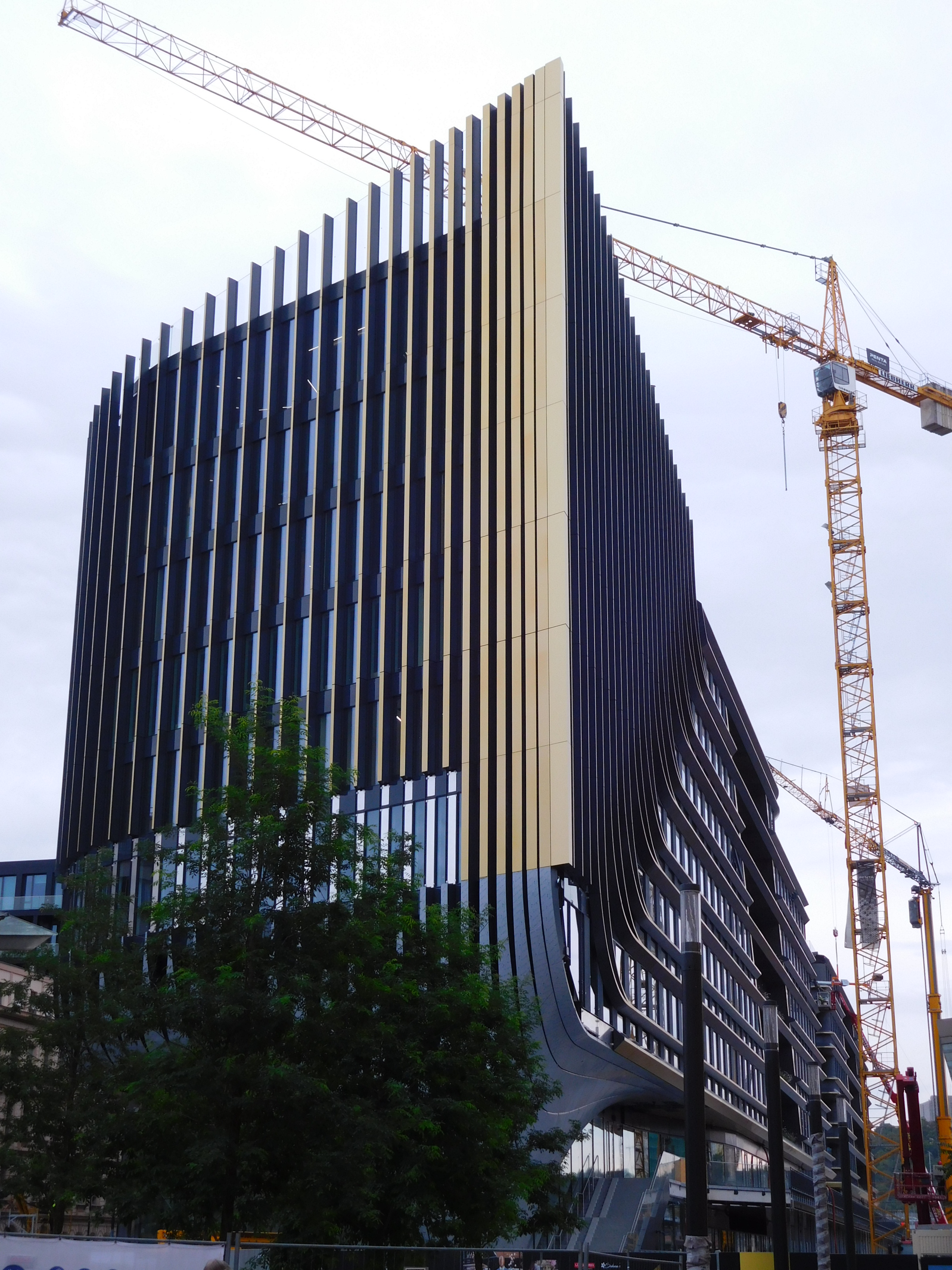
Budova Na Florenci 2 těsně před dokončením, září 2023

### Výstavba
Výstavba byla zahájena v roce 2020 a první etapa podél ulice Na Florenci byla dokončena v říjnu 2023. Bezprostředně byl však oznámen záměr dalšího zvětšení hmoty stavby, proti čemuž se ohradil Národní památkový ústav s tím, že již v současné podobě stavba významně zasahuje do charakteru panoramatu pražské památkové rezervace.
K dokončení celého projektu by mělo dojít po roce 2025.

## Popis
Komplex se bude skládat celkem z osmi objektů, dominantou celé oblasti je objekt „Nové Masaryčky", která stojí naproti současné budově Florentina. Architektura budovy je inspirována vlaky, které denně přijíždí na pražské nádraží. Design budov se vyznačuje vertikálními ploutvovitými prvky a zakřivenou základnou, které mají oživit uliční prostor i nově vzniklá veřejná prostranství. První dvě podlaží jsou využívána pro maloobchodní účely, čímž vzniká komerční zóna na úrovni ulice. Kancelářská podlaží, která následují výše, jsou zakončena střešní zahradou.

## Autoři projektu
Návrh vytvořil kolektiv architektů, většinou z ateliéru v Londýně, který až do své smrti dne 31. března 2016 vedla světoznámá architektka iráckého původu Zaha Hadid.
- Architektura budov a krajinářský návrh: ateliér Zaha Hadid Architects
- Návrh: Zaha Hadid a Patrik Schumacher
- Vedoucí projektu: Jim Heverin
- Spolupracující vedoucího: Craig Kiner
- Architekti projektu: Sara Sheikh Akbari a Jakub Kláska
- Projektový tým: Javier Rueda, Saman Dadgostar, Jan Kláska, Yifan Zhang, Moa Carlsson, Juan Montiel, Michal Wojtkiewicz, Monica Bilska, Ovidiu Mihutescu, Nan Jiang, Niran Buyukkoz, Carlos Parraga-Botero a Harry Spraiter
- Modely: Adam Twigger, Tam Cader

## Kritika
Projekt byl kritizován spolkem památkářů Klub za starou Prahu, odbornou veřejností, fakultou urbanismu, občanskými spolky jako ASORKD, a také Českou pirátskou stranou. Důvodem kritiky bylo umístění příliš velkého jednotvárného objektu do čtvrti zcela jiného (menšího) měřítka. Projekt údajně „nerespektuje zdejší rozmanitou střešní krajinu“ a výškový objekt „Zlatá věž" nezapadá podle kritiků mezi zdejší výškové dominanty.
Anonymně vystupující český kritik architektury a urbanismu Arch Vader označil roli Zahy Hadid v tomto projektu jako pouze mediální. O projektu řekl: „Zaha Hadid v tomto projektu hraje jen mediální roli. Její projekt není nijak významný, není nijak světový a rozhodně není dobrý. Vytvořil ho tým mladých architektů jejího ateliéru. A podle toho to také vypadá. Bombastické vizualizace, prázdná hesla, hnusné veřejné prostory a unifikované budovy.“
V září 2017 zastupitelé hl. m. Prahy odhlasovali dohodu mezi investorem a městem týkající se koeficientu výpočtu podlahových ploch a zeleně, přičemž zastupitelé Pirátské strany byli proti. Dohoda má řadu kritiků, kteří smlouvu považují za nevýhodnou. Město se podle nich vzdává možnosti spolurozhodovat o podobě území a ztrácí svou pozici pro další vyjednávání. O kauze byl natočen pořad Nedej se! se České televize.
Stavební úřad Praha 1 vydal v dubnu 2020 nezvykle rychle územní rozhodnutí, ale z územního řízení vyloučil některé spolky, které stavbu kritizovaly, i majitele blízkých nemovitostí; v rozporu se zákonem neoznámil územní řízení veřejnou vyhláškou.